# .32 S&W
Набій .32 S&W було представлено в 1878 для використання з кишеньковими револьверами Smith & Wesson. Спочатку набій розробляли під димний порох. Набій .32 S&W було представлено публіці, як легкий набій для оборони на відстані "ломберного столика".

## Конструкція
Набій було розроблено компанією Union Metallic Cartridge Co. (UMC) під димний порох з зарядом пороху вагою 9 гранів, набій почали споряджати бездимним порохом лише з 1940. Це малопотужний набій, який ідеально підходить для використання в компактних револьверах та деррінджарах. Набій був популярним в США та Європі навіть після того як зброя, для якої створили набій, вже вийшла з користування.
В свій час його вважали, таким що мінімально підходив для самооборони,а тому його не використовували в поліції.
У цілях оборони, набій .32 S&W поєднували з іншими схожими набоями того часу для використання у так званій зброї "belly gun"; тобто у зброї яку використовували лише для оборони в обмеженому просторі, наприклад, в каретах або коридорах. В цю групу входили набої .25 ACP та .22 Short, Long та Long Rifle. У порівнянні , куля набою .32 S&W на 40% більша в діаметрі і майже вдвічі важча від 40-гранової свинцевої круглої кулі набою .22 Long Rifle. Швидкість кулі .32 S&W становила приблизно 215 м/с, що за продуктивністю дорівнювала набою .22 LR при стрільбі з 3-дюймового ствола, але куля мала більший діаметр та кращу щільність перетину.
Хоча кругла куля набою .32 S&W не дуже підходила для оборони, набій був кращим у порівнянні з тогочасними набоями для ручної зброї самооборони.
Через свою продуктивність набій .32 S&W, який інколи називають .32 Short, став дуже популярним у так званій "кишеньковій зброї".

## Подальший розвиток
Набій .32 S&W Long походить від набою .32 S&W, шляхом подовження латунної гільзи, яка змогла вмістити більше пороху.  Оскільки дзеркальний зазор набою .32 S&W за параметрами дорівнює більш довгим набоям .32 S&W Long, .32 H&R Magnum та .327 Federal Magnum, набої .32 S&W можна використовувати в зброї яка випущена під ці набої. А от використання більш довгих та більш потужних набоїв цього ж калібру в зброї яку випустили під набій .32 S&W є небезпечним.
Набій .32 Merwin & Hulbert такий самий як і .32 S&W.  Merwin & Hulbert перейменували набої .32 S&W та .38 S&W власними назвами, але параметри залишилися незмінними.

## Вбивство Мак-Кінлі
Леон Чолгош використав револьвер Івера Джонсона калібру .32 S&W для вбивства президента Вільяма Мак-Кінлі 6 вересня 1901. Мак-Кінлі отримав дві кулі в живіт і хоча він вижив, через гангрену він помер 14 вересня.

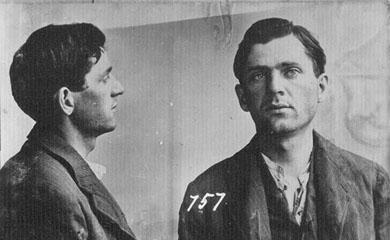
Поліцейська фотографія Леона Чолгоша #757.
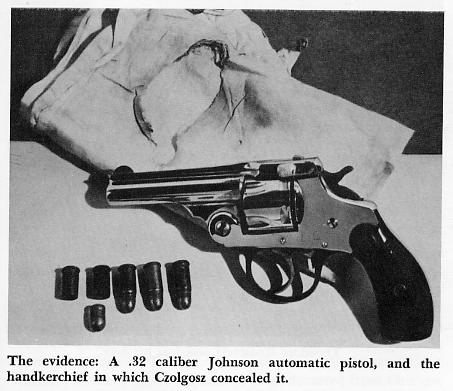
Handkerchief, зброя та набої які використовував Чолгош

## Зброя під набій .32 S&W
Переламні револьвери Івера Джонсона
- Револьвер Union Automatic
- Револьвер Henrion, Dassy & Heuschen
- Smith & Wesson Безкурковий
- Smith & Wesson Модель 1 1/2
- Невеликі револьвери Merwin Hulbert